# Crim d'honor

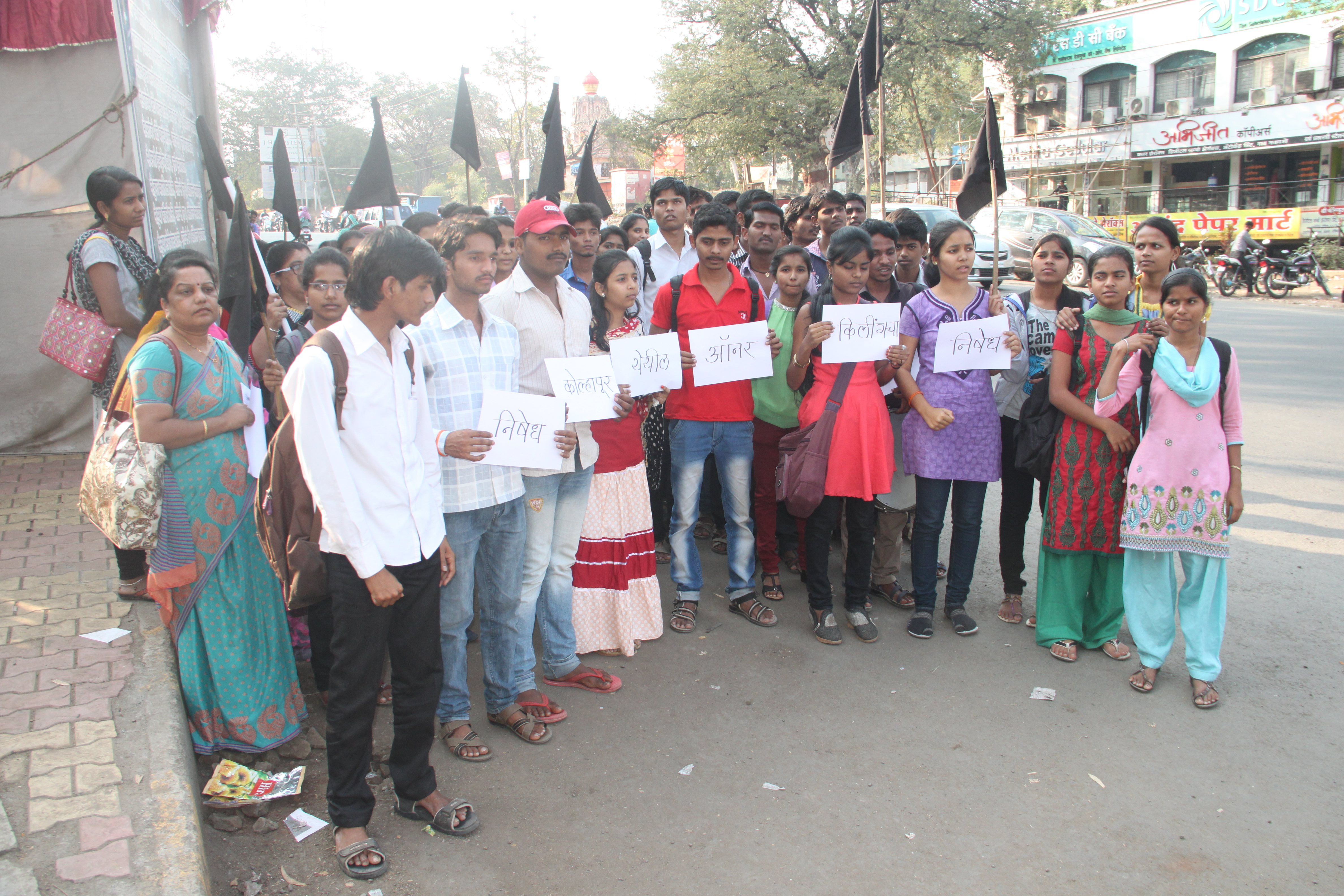
Protesta contra un crim d'honor a la ciutat de Satara el desembre del 2015.

Un crim d'honor és un crim (tortura, violació, assassinat o altre) perpetrat en reacció a un comportament percebut com que ha aportat deshonor a una família. La majoria de víctimes són dones, i gairebé mai són les autores dels fets reprovats. Són crims premeditats i típicament comesos per homes de la mateixa família de la víctima o de la comunitat a la qual pertany. A les societats on es porten a terme són considerats afers privats i, per tant, la justícia no sol perseguir els agressors.
Un motiu suficient per a cometre aquest acte de violència és qualsevol interpretació del fet que la dona ha "deshonrat" a la seva família. Això pot ser per causes com l'adulteri, incloent-hi que la dona sigui violada (violació col·lectiva o no), el rebuig a una proposició sexual, el rebuig del dret sexual, el rebuig a un matrimoni concertat per la família o un intent de divorci, encara que sigui per fugir de la violència domèstica exercida pel marit, per exemple.